# Nacidos de la bruma
Nacidos de la bruma (título original en inglés: Mistborn) es una saga de literatura fantástica escrita por el autor estadounidense Brandon Sanderson. Ambientada en un mundo llamado Scadrial, la saga combina elementos de la alta fantasía, la intriga política y la magia única del sistema de alomancia. 
La primera era de la saga Nacidos de la Bruma, compuesta por los libros El Imperio Final (2006), El pozo de la ascensión (2007) El héroe de las eras (2008). Ambientada en Scadrial, un mundo devastado, la trilogía sigue los pasos de Vin, una joven con habilidades alománticas, y un grupo de rebeldes mientras se enfrentan al Lord Legislador, un tirano inmortal.
La segunda era de la saga Nacidos de la Bruma se desarrolla en un escenario temporal posterior a los eventos de la primera era y está compuesta por los libros  Aleación de ley (2012), Sombras de identidad (2016), Brazales de duelo (2017) y El metal perdido (2022). En esta etapa, el mundo de Scadrial ha evolucionado hacia una sociedad industrializada y enfrenta nuevos desafíos. El protagonista Waxillium Ladrian, un noble convertido en detective y usuario de alomancia, se ve inmersos en una trama de intriga política y misterios criminales. 
Además de las series principales, la saga Nacidos de la bruma incluye otros relatos complementarios que se encuentran dentro de la antología Arcanum ilimitado: La colección del Cosmere (2016). Esta obra recopila la novela corta Nacidos de la bruma: Historia secreta (2016), que revela información adicional sobre el mundo y los personajes, junto con dos relatos cortos: El undécimo metal (2011) y Alomante Jak y los Pozos de Eltania (2014). A través de esta antología, los lectores pueden obtener una visión más amplia del universo compartido conocido como Cosmere, creado por Brandon Sanderson. Arcanum ilimitado ofrece una perspectiva enriquecedora y completa de la saga Nacidos de la bruma, proporcionando una experiencia de lectura más profunda y conectada.
La saga Nacidos de la Bruma se caracteriza por su enfoque en abarcar cuatro eras distintas, separadas por importantes saltos temporales. Estos cambios en el tiempo permiten una exploración más amplia de diversos aspectos del mundo de Scadrial y contribuyen a mantener la evolución de la historia a lo largo de la serie. Esta estructura narrativa proporciona una visión objetiva y enriquecedora del universo creado por Brandon Sanderson, permitiendo a los lectores adentrarse en diferentes períodos y contextos dentro de la saga.

## Libros
| Libro                   | Año publicación original | Año publicación en Español | Páginas en Español |
| ----------------------- | ------------------------ | -------------------------- | ------------------ |
| Nacidos de la bruma     | 2006                     | 2008                       | 688                |
| El pozo de la ascensión | 2007                     | 2009                       | 800                |
| El héroe de las eras    | 2008                     | 2010                       | 768                |
| Aleación de ley         | 2011                     | 2012                       | 336                |
| Sombras de identidad    | 2015                     | 2016                       | 384                |
| Brazales de duelo       | 2016                     | 2017                       | 448                |
| El metal perdido        | 2022                     | 2022                       | 640                |

## Sinopsis

### Resumen del argumento
La saga se divide en dos eras principales, cada una con su propia trilogía o tetralogía, y está ambientada en diferentes períodos de tiempo dentro del mismo mundo.
En la primera era, que comprende la trilogía inicial, se presenta un mundo oscuro y asolado por el dominio del Lord Legislador, un gobernante despótico y poderoso, y donde los nobles, dotados de poderes alománticos, ejercen un dominio implacable sobre los skaa, la clase trabajadora. Los protagonistas de esta era son Vin, una joven delincuente con habilidades alománticas latentes, y Kelsier, un ladrón y nacido de la bruma (un alomántico que puede quemar todos los metales). Juntos, forman una banda de rebeldes y planean derrocar al Lord Legislador y liberar al pueblo de la opresión. 
En la segunda era, que abarca una tetralogía, el mundo ha evolucionado cientos de años después de los eventos de la primera era. La sociedad ha avanzado tecnológicamente y se encuentra en una época similar a la era industrial. Los protagonistas de esta era son Waxillium Ladrian, un noble y alomántico que regresa a la ciudad de Elendel para hacerse cargo de los asuntos familiares, y Wayne, su leal compañero y experto en disfraces. Juntos, se ven envueltos en una trama de intriga política, corrupción y amenazas misteriosas que ponen en peligro la estabilidad de Scadrial.

## Conceptos

### Mundo: Scadrial
Scadrial es un intrigante planeta ficticio en el universo de Cosmere, donde ocurren los eventos de la serie Nacidos de la Bruma. En Scadrial, la historia se desarrolla en diferentes épocas, cada una con su propia atmósfera y nivel tecnológico. En la primera trilogía, el mundo está inmerso en una época medieval tardía, mientras que en la segunda trilogía, que ocurre 300 años después, el ambiente se asemeja a una época industrial temprana.
El planeta Scadrial también está marcado por la influencia de dos seres divinos llamados Ruina y Conservación, quienes desempeñan un papel crucial en la historia. A lo largo de los acontecimientos, Scadrial ha experimentado cataclismos y cambios dramáticos, lo que ha moldeado su historia y su paisaje.

### Sistema de magia: Las Artes Metálicas
En el universo de Cosmere, el concepto de Investidura se refiere a un poder mágico que se manifiesta de diferentes maneras según el planeta en el que se encuentre. Cada mundo dentro del Cosmere tiene su propio sistema único de magia. En Scadrial, el sistema mágico se basa en el uso de metales, lo que le otorga a las Artes Metálicas un papel fundamental en la historia y en la vida de sus habitantes.
Las Artes Metálicas en Scadrial se dividen en tres formas principales: Alomancia, Feruquimia y Hemalurgia.

#### Alomancia
La Alomancia es una de las tres principales manifestaciones de Investidura en Scadrial. Es considerada una de las tres Artes Metálicas y actualmente es la más común entre la población. Aquellos que poseen habilidades alománticas se llaman alománticos. La Alomancia tiene una amplia gama de efectos, como la amplificación o supresión de emociones, la capacidad de empujar o tirar de los metales e incluso efectos temporales.
Cada poder alomántico se asocia con un metal específico que debe ser ingerido y "quemado" para activarlo. Aunque la alomancia puede tener una base hereditaria, una vez que los poderes alománticos se despiertan en una persona, esta puede usar su poder con solo tener suficiente cantidad del metal adecuado.

#### Feruquimia
La Feruquimia es una forma de Investidura en Scadrial, considerada una de las tres Artes Metálicas junto con la Alomancia y la Hemalurgia. A diferencia de la Alomancia, que utiliza metales para quemar y obtener poderes instantáneos, la Feruquimia implica el almacenamiento y la recuperación de atributos en objetos metálicos para ser utilizados posteriormente por el Feruquimista.
Los Feruquimistas tienen la capacidad de almacenar atributos en metales alománticos y luego acceder a ellos cuando sea necesario siempre que estén en contacto con su cuerpo. Estos atributos pueden ser físicos, mentales o temporales, como fuerza, memoria o velocidad. La cantidad de atributo que se puede utilizar dependerá del tiempo y cantidad del atributo almacenado.

#### Hemalurgia
La Hemalurgia es una de las tres principales manifestaciones de Investidura en Scadrial, junto con la Alomancia y la Feruquimia. Es considerada una de las tres Artes Metálicas, aunque actualmente es la de menor expansión entre la población. Aquellos que utilizan la Hemalurgia son conocidos como Hemalurgistas.
La Hemalurgia implica la transferencia de atributos o habilidades de una persona a otra a través del robo y el empalme de la red espiritual. Se inserta un objeto metálico afilado en un punto específico del cuerpo, como el corazón, para cargarlo hemalúrgicamente. Luego, el clavo con el atributo robado se extrae y se coloca en el receptor, transfiriendo directamente la habilidad a su ADN espiritual. Esto causa desgaste en la red espiritual y permite que Ruina u otros seres ejerzan influencia o control sobre el objeto hemalúrgico.

## Futuras entregas

### Tercera era:Sangre Espectral
Brandon Sanderson ha confirmado que la Tercera Era de Nacidos de la bruma, titulada Sangre Espectral, será una trilogía ambientada en una época similar a la década de 1980, caracterizada por el auge de la informática y la tecnología moderna. Esta nueva entrega explorará cómo la sociedad de Scadrial se adapta a los avances tecnológicos mientras enfrenta nuevas amenazas derivadas de la interacción entre la magia y la ciencia. Sanderson planea escribir los tres libros consecutivamente antes de publicar el primero, previsto para diciembre de 2028. Actualmente, ha completado aproximadamente un 10% del proceso de preescritura del primer libro.